# استرادیول ۱۷ بتا-سیپیونات

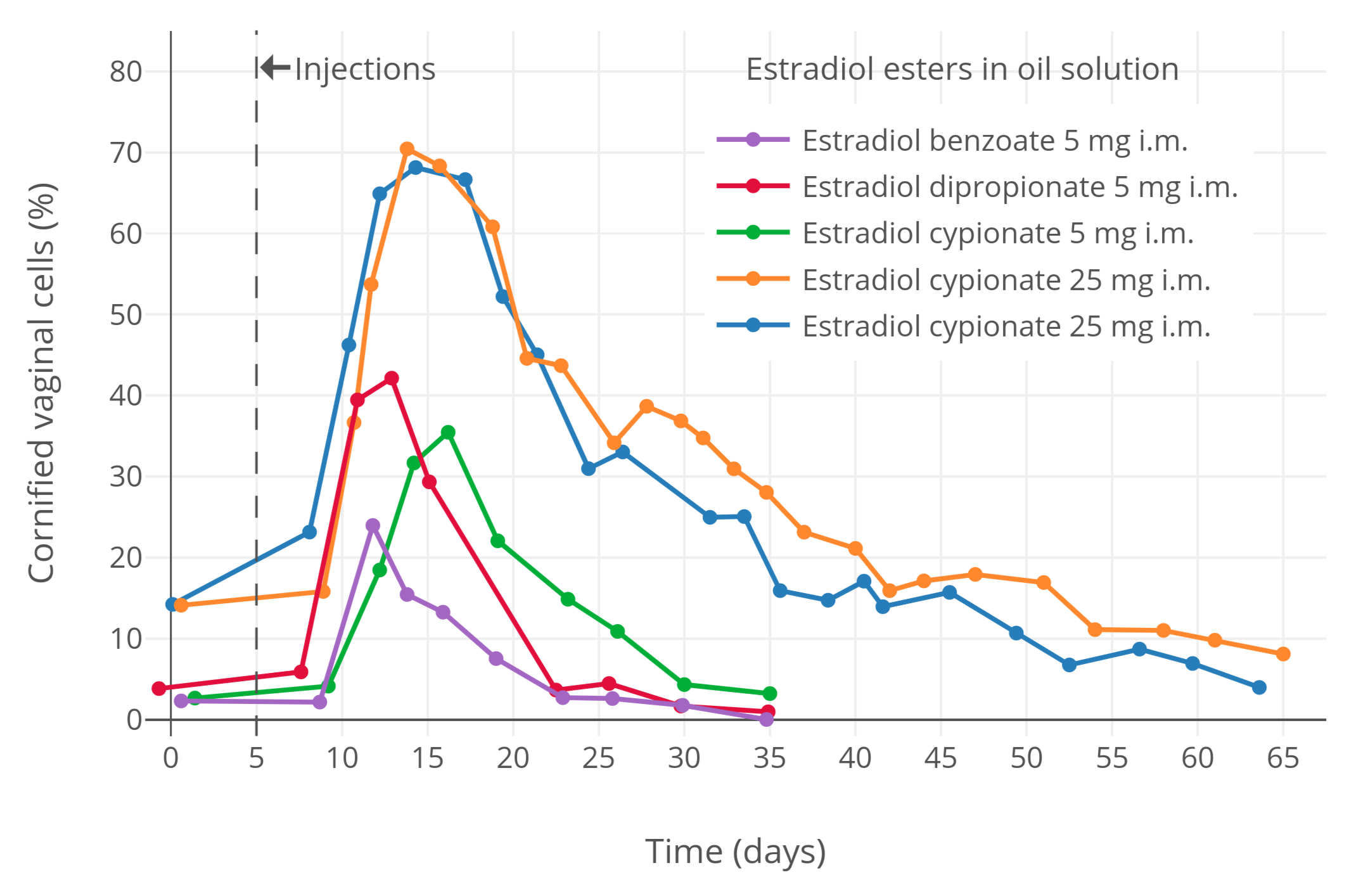
استرادیول ۱۷ بتا-سیپیونات

استرادیول ۱۷ بتا-سیپیونات (به انگلیسی: Estradiol 17 beta-cypionate) با فرمول شیمیایی C26H36O3 یک استروژن صناعی با شناسه پاب‌کم 9403 است. این ترکیب با جرم مولی ۳۹۶٫۵۶۲۲۴ گرم بر مول در سال 1952 تولید شد.